# Kadaura
Kadaura es un pueblo y nagar Panchayat situado en el distrito de Jalaun en el estado de Uttar Pradesh (India). Su población es de 14903 habitantes (2011). 

## Demografía
Según el censo de 2011 la población de Kadaura era de 14903 habitantes, de los cuales 7842 eran hombres y 7061 eran mujeres. Kadaura tiene una tasa media de alfabetización del 70,26%, superior a la media estatal del 67,68%: la alfabetización masculina es del 77,78%, y la alfabetización femenina del 61,85%.